# Leucophenga domanda
Leucophenga domanda är en tvåvingeart som beskrevs av Bock 1984. Leucophenga domanda ingår i släktet Leucophenga och familjen daggflugor. Inga underarter finns listade i Catalogue of Life.